# UEFAユースリーグ
UEFAユースリーグ（UEFA Youth League）は、欧州サッカー連盟（UEFA）が主催する、19歳以下のクラブチームによる大陸選手権大会である。南米のU-20コパ・リベルタドーレスに相当する。

## 開催方式

### 2013-14～2014-15
第1回はUEFAチャンピオンズリーグ 2013-14グループリーグ出場の32チームが参加し、開催時期はCLと同時期に"試験導入"。決勝トーナメントは全て一発勝負となる。2014-15シーズンも同様のフォーマットで行われた。

### 2015-16～
2015-16シーズンからはチーム数が64チームに拡大されるなど大会方式が変更されることが発表された。
- 出場チーム数が前シーズンの32チームから64チームに拡大される。
  - UEFAチャンピオンズリーググループステージに出場する32チームのユースチームは従来通り参加（グループステージ枠）。
  - 新たに、UEFAリーグランキングの上位32か国の国内ユースリーグ優勝チームが参加する（優勝チーム枠）。
  - 優勝チーム枠のチームが、既にグループステージ枠により今大会出場権を得ていた場合は、UEFAリーグランキングの33位以下の国内優勝チームが繰り上げで出場する。
- 大会の進め方も以下のように変更になる。
  - グループステージ枠のチームは従来通り、UEFAチャンピオンズリーググループステージと同様のグループに振り分けられて全6節の試合を行う。グループ1位のチームはラウンド16へ進出する。グループ2位のチームはプレーオフに進出する。
  - 優勝チーム枠の32チームは、H&A方式のラウンドを2回行い、勝ち残った8チームがプレーオフに進出する。
  - プレーオフは、優勝チーム枠側がホームで行い、1試合制で決着をつける。
  - ラウンド16では、グループステージ1位チームとプレーオフ勝利チームが試合を行う（ホーム側は抽選で決定）。
  - 準々決勝以降も各ラウンド1試合制で行われる（準々決勝は抽選でホーム側決定、準決勝・決勝は中立地開催）。
- 出場する選手の年齢が19歳以下の制限は継続するものの、最大3人まで20歳以下の選手を登録することができるようになる（学業などの負担軽減のため）。

## 結果
| 年度    | 優勝                                           | 結果                                           | 準優勝                                         | 会場                                     |
| ------- | ---------------------------------------------- | ---------------------------------------------- | ---------------------------------------------- | ---------------------------------------- |
| 2013-14 | バルセロナ                                     | 3 - 0                                          | ベンフィカ                                     | コロブレイ・スタジアム（ニヨン）         |
| 2014-15 | チェルシー                                     | 3 - 2                                          | シャフタール・ドネツク                         | コロブレイ・スタジアム（ニヨン）         |
| 2015-16 | チェルシー                                     | 2 - 1                                          | パリ・サンジェルマン                           | コロブレイ・スタジアム（ニヨン）         |
| 2016-17 | ザルツブルク                                   | 2 - 1                                          | ベンフィカ                                     | コロブレイ・スタジアム（ニヨン）         |
| 2017-18 | バルセロナ                                     | 3 - 0                                          | チェルシー                                     | コロブレイ・スタジアム（ニヨン）         |
| 2018-19 | ポルト                                         | 3 - 1                                          | チェルシー                                     | コロブレイ・スタジアム（ニヨン）         |
| 2019-20 | レアル・マドリード                             | 3 - 2                                          | ベンフィカ                                     | コロブレイ・スタジアム（ニヨン）         |
| 2020-21 | 新型コロナウイルス感染症の世界的流行により中止 | 新型コロナウイルス感染症の世界的流行により中止 | 新型コロナウイルス感染症の世界的流行により中止 | -                                        |
| 2021-22 | ベンフィカ                                     | 6 - 0                                          | ザルツブルク                                   | コロブレイ・スタジアム（ニヨン）         |
| 2022-23 | AZ                                             | 5 - 0                                          | ハイドゥク・スプリト                           | スタッド・ドゥ・ジュネーヴ（ジュネーヴ） |
| 2023-24 | オリンピアコス                                 | 3 - 0                                          | ミラン                                         | コロブレイ・スタジアム（ニヨン）         |
| 2024-25 | バルセロナ                                     | 4 - 1                                          | トラブゾンスポル                               | コロブレイ・スタジアム（ニヨン）         |

## 統計

### クラブ別成績
| クラブ名               | 優 | 準 | 優勝年度       | 準優勝年度     |
| ---------------------- | -- | -- | -------------- | -------------- |
| バルセロナ             | 3  | 0  | 2014,2018,2025 |                |
| チェルシー             | 2  | 2  | 2015,2016      | 2018,2019      |
| ベンフィカ             | 1  | 3  | 2022           | 2014,2017,2020 |
| ザルツブルク           | 1  | 1  | 2017           | 2022           |
| ポルト                 | 1  | 0  | 2019           |                |
| レアル・マドリード     | 1  | 0  | 2020           |                |
| AZ                     | 1  | 0  | 2023           |                |
| オリンピアコス         | 1  | 0  | 2024           |                |
| シャフタール・ドネツク | 0  | 1  |                | 2015           |
| パリ・サンジェルマン   | 0  | 1  |                | 2016           |
| ハイドゥク・スプリト   | 0  | 1  |                | 2023           |
| ミラン                 | 0  | 1  |                | 2024           |
| トラブゾンスポル       | 0  | 1  |                | 2025           |

注：優勝年度は、優勝が決定した年を並べている。例えば、2013-14年度王者は2014年としている。

### クラブ所在国別成績
| 国・地域名   | 優 | 準 |
| ------------ | -- | -- |
| スペイン     | 4  | 0  |
| ポルトガル   | 2  | 3  |
| イングランド | 2  | 2  |
| オーストリア | 1  | 1  |
| オランダ     | 1  | 0  |
| ギリシャ     | 1  | 0  |
| ウクライナ   | 0  | 1  |
| フランス     | 0  | 1  |
| クロアチア   | 0  | 1  |
| イタリア     | 0  | 1  |
| トルコ       | 0  | 1  |